# Вимутье (кантон)
Вимутье (фр. Vimoutiers) — кантон во Франции, находится в регионе Нормандия, департамент Орн. Входит в состав округа Мортань-о-Перш.

## История
До 2015 года в состав кантона входили коммуны Аверн-сен-Гургон, Вимутье, Геркесаль, Камамбер, Канапвиль, Крут, Ле-Боск-Рену, Ле-Ренуар, Ле-Сап, Ле-Шампо, Обри-ле-Панту, Орвиль, Поншардон, Руавиль, Сен-Жермен-д'Оне, Сент-Обен-де-Бонваль, Тишвиль, Френе-ле-Самсон, Шампосу.
В результате реформы 2015 года состав кантона был изменен. В него вошли коммуны упраздненного кантона Гасе.
С 1 января 2016 года состав кантона изменился. Коммуны Ле-Сап и Орвиль образовали новую коммуну Сап-ан-Ож.

## Состав кантона с 1 января 2016 года
В состав кантона входят коммуны (население по данным Национального института статистики за 2018 г.):
- Аверн-сен-Гургон (59 чел.)
- Вимутье (3 224 чел.)
- Гасе (1 836 чел.)
- Геркесаль (134 чел.)
- Камамбер (182 чел.)
- Канапвиль (205 чел.)
- Круазий (209 чел.)
- Крут (306 чел.)
- Кулме (84 чел.)
- Ла-Трините-де-Летье (63 чел.)
- Ла-Френе-Фейель (54 чел.)
- Ле-Боск-Рену (250 чел.)
- Ле-Ренуар (202 чел.)
- Ле-Сап-Андре (121 чел.)
- Ле-Шампо (111 чел.)
- Мардийи (138 чел.)
- Мениль-Юбер-ан-Эксм (111 чел.)
- Нёвиль-сюр-Тук (227 чел.)
- Обри-ле-Панту (116 чел.)
- Оржер (176 чел.)
- Поншардон (177 чел.)
- Резанльё (173 чел.)
- Руавиль (132 чел.)
- Сап-ан-Ож (957 чел.)
- Сен-Жермен-д'Оне (144 чел.)
- Сент-Обен-де-Бонваль (134 чел.)
- Сент-Эвру-де-Монфор (339 чел.)
- Сисе-Сент-Обен (160 чел.)
- Тишвиль (201 чел.)
- Френе-ле-Самсон (85 чел.)
- Шампосу (97 чел.)
- Шомон (174 чел.)

## Политика
На президентских выборах 2022 г. жители кантона отдали в 1-м туре Марин Ле Пен 33,4 % голосов против 29,1 % у Эмманюэля Макрона и 12,1 % у Жана-Люка Меланшона; во 2-м туре в кантоне победила Ле Пен, получившая 51,5 % голосов. (2017 год. 1 тур: Марин Ле Пен – 27,7 %, Франсуа Фийон – 27,5 %, Эмманюэль Макрон – 18,7 %, Жан-Люк Меланшон – 11,7 %; 2 тур: Макрон – 55,5 %. 2012 год. 1 тур: Николя Саркози — 34,8 %, Марин Ле Пен — 22,5 %, Франсуа Олланд — 20,3 %; 2 тур: Саркози — 57,9 %).
С 2015 года кантон в Совете департамента Орн представляют вице-мэр коммуны Геркесаль Аньес Легр (Agnès Laigre) и мэр коммуны Оржер Жан-Пьер Фере (Jean-Pierre Féret) (оба — Разные правые).
|                | Кандидаты                   | Партия                   | Первый тур | Первый тур |
| Кол-во голосов | Кандидаты                   | Партия                   | % голосов  |            |
| -------------- | --------------------------- | ------------------------ | ---------- | ---------- |
|                | Аньес Легр Жан-Пьер Фере    | Разные правые            | 2 188      | 80,23      |
|                | Мирьям Меньян Бертран Перес | Национальное объединение | 539        | 19,77      |

|                | Кандидаты                  | Партия             | Первый тур | Первый тур     | Второй тур | Второй тур |
| Кол-во голосов | Кандидаты                  | Партия             | % голосов  | Кол-во голосов | % голосов  |            |
| -------------- | -------------------------- | ------------------ | ---------- | -------------- | ---------- | ---------- |
|                | Аньес Легр Жан-Пьер Фере   | Разные правые      | 1 399      | 30,96          | 2 196      | 47,18      |
|                | Тереза Колетт Ги Ромен     | Правый блок        | 1 179      | 26,09          | 1 489      | 31,99      |
|                | Роже Латинье Каролин Шёври | Национальный фронт | 1 055      | 23,35          | 970        | 20,84      |
|                | Нелли Ног Жерар Розе       | Прочие             | 886        | 19,61          |            |            |